# Schlömen

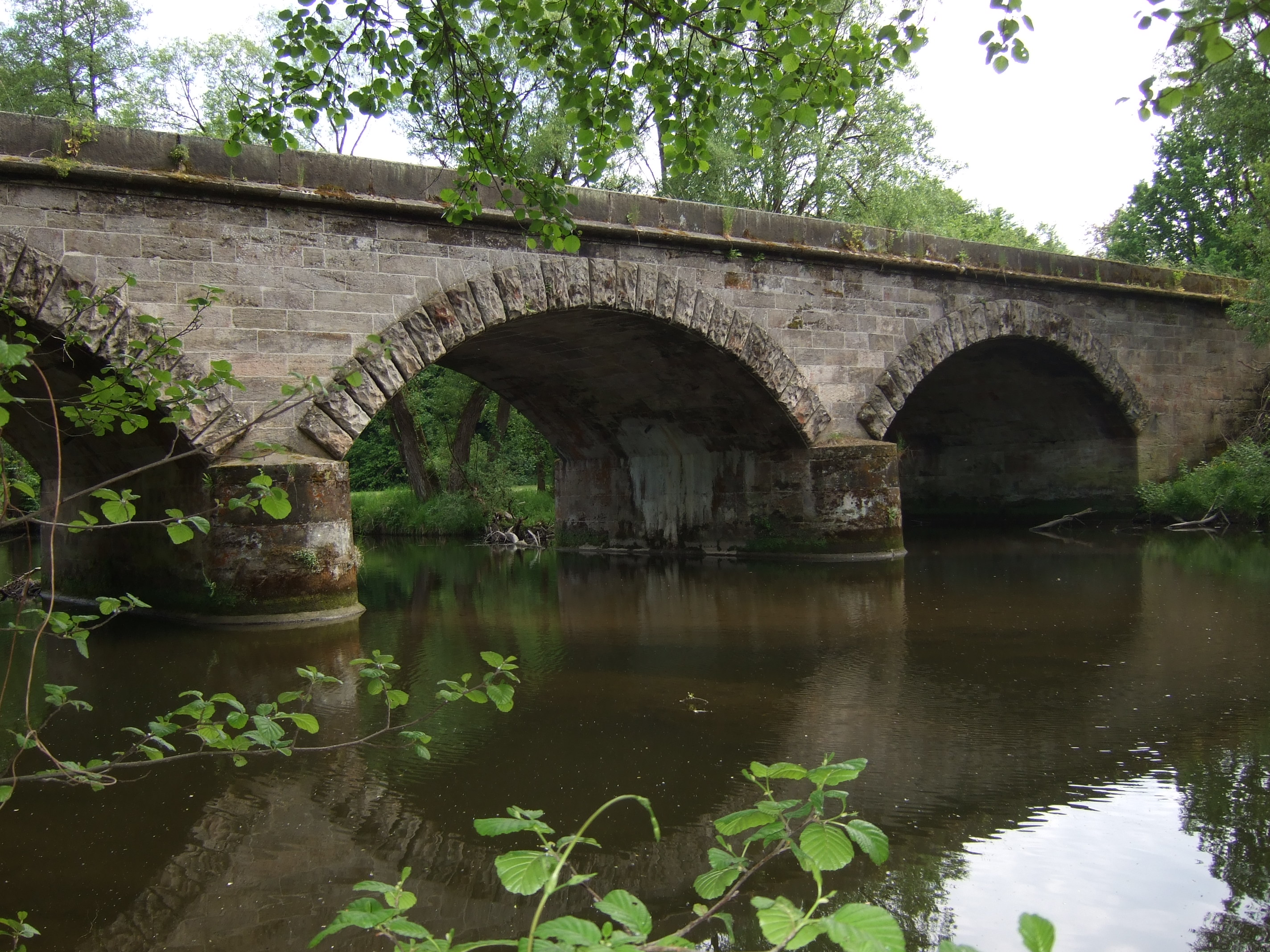
Brücke der Bahnstrecke Bayreuth–Neuenmarkt-Wirsberg über den Weißen Main

Schlömen (oberfränkisch: Schlehma) ist ein Gemeindeteil von Neuenmarkt im Landkreis Kulmbach (Oberfranken, Bayern). Schlömen liegt in der Gemarkung Hegnabrunn.

## Geographie
Das Dorf liegt am Laubenbach, der unmittelbar südlich als rechter Zufluss in den Weißen Main mündet. Im Westen steigt das Gelände zum Eichberg (396 m ü. NHN) an. Die Staatsstraße 2183 führt nach Neuenmarkt (2 km nördlich) bzw. zur Staatsstraße 2182, die von da an zugleich die St 2183 ist, die nach Trebgast verläuft (1,8 km südwestlich).

## Geschichte
Der Ort wurde 1398 als „Slomen“ erstmals urkundlich erwähnt. Der Ortsname bedeutet Stroh[lagerplatz] (abgeleitet von slawisch slama).
Schlömen war eine Realgemeinde, zu der Eichmühle gehörte. Gegen Ende des 18. Jahrhunderts bestand Schlömen aus 20 Anwesen. Das Hochgericht übte das bayreuthische Stadtvogteiamt Kulmbach aus. Dieses hatte zugleich die Dorf- und Gemeindeherrschaft. Grundherren waren das Kastenamt Kulmbach (10 Anwesen: 3 Höfe, 1 Söldengut, 2 Söldengütlein, 2 Tropfgütlein, 1 Tropfhäuslein, 1 geringes Tropfhäuslein) und das Stiftskastenamt Himmelkron (10 Anwesen: 7 Höfe, 1 Sölde, 1 Haus mit Schankgerechtigkeit, 1 Tropfhäuslein).
Nachdem der letzte Markgraf Alexander das Fürstentum Bayreuth an den preußischen Staat ab, gehörte Schlömen ab 1792 zu Ansbach-Bayreuth. 1807 wurde der Ort mit dem ehemaligen Fürstentum an das französische Kaiserreich abgetreten und 1810 an das Königreich Bayern verkauft.
Von 1797 bis 1810 unterstand der Ort dem Justiz- und Kammeramt Kulmbach. Mit dem Gemeindeedikt wurde Schlömen dem 1811 gebildeten Steuerdistrikt Hegnabrunn und der 1812 gebildeten gleichnamigen Ruralgemeinde zugewiesen. Am 1. April 1971 wurde Schlömen nach Neuenmarkt eingegliedert.

### Baudenkmäler
- Schlömen 2: Wohnstallhaus mit Kastenhaus
- Schlömen 23: Wohnstallhaus
- Eisenbahnbrücke über den Weißen Main
- Marter
- Steinkreuz

### Einwohnerentwicklung
| Jahr      | 001809 | 001818 | 001861 | 001871 | 001885 | 001900 | 001925 | 001950 | 001961 | 001970 | 001987 |
| Einwohner | 140    | 80     | 170    | 182    | 165    | 165    | 165    | 181    | 134    | 111    | 121    |
| Häuser    |        | 22     |        |        | 24     | 25     | 26     | 29     | 27     |        | 34     |
| Quelle    | [ 12 ] | [ 9 ]  | [ 13 ] | [ 14 ] | [ 15 ] | [ 16 ] | [ 17 ] | [ 18 ] | [ 19 ] | [ 20 ] | [ 1 ]  |

## Religion
Schlömen ist seit der Reformation evangelisch-lutherisch geprägt und nach St. Johannes (Trebgast) gepfarrt.

## Verkehr

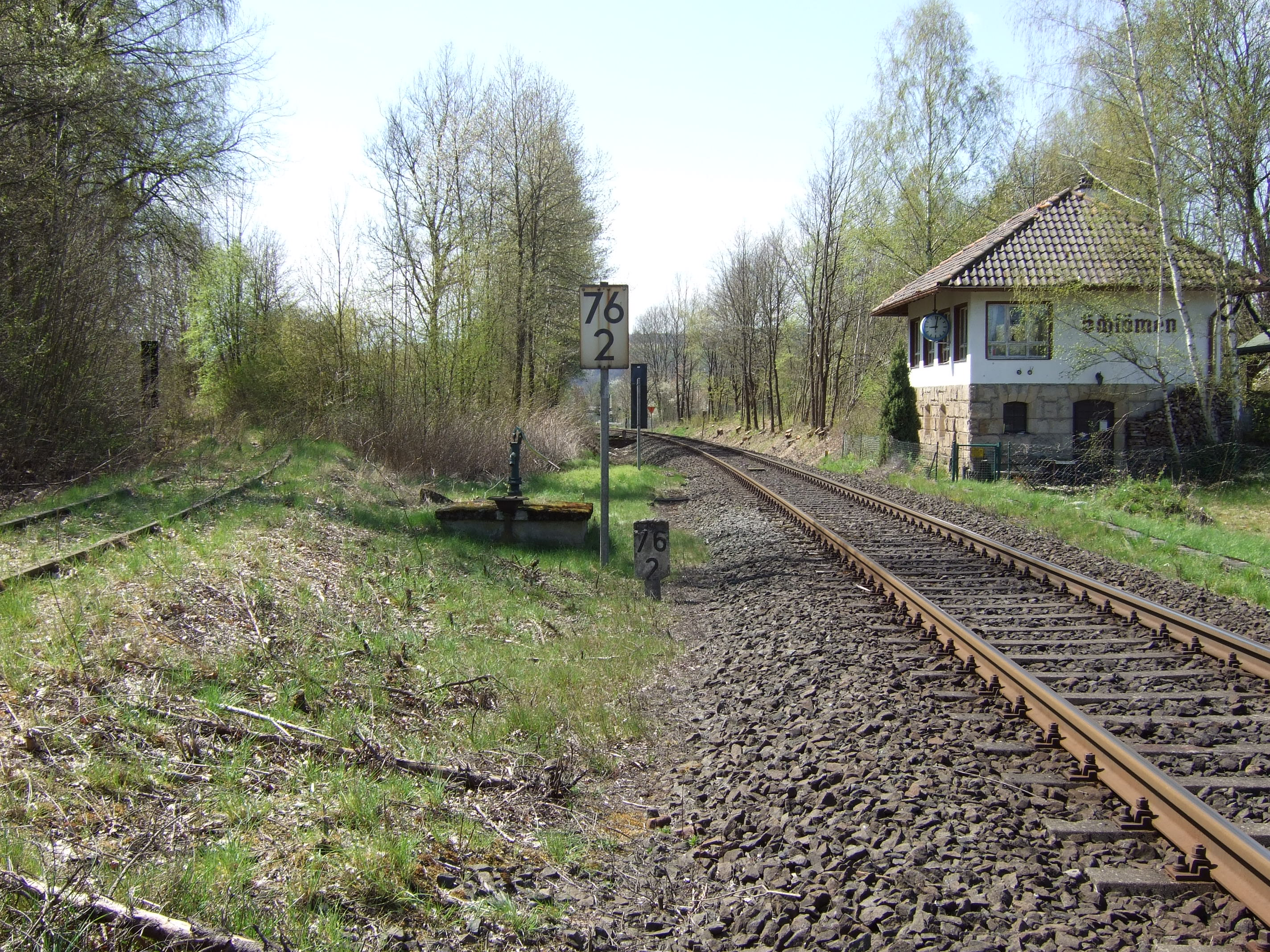
Stellwerk Schlömen, nach links die stillgelegte Strecke nach Bischofsgrün

1853 wurde die Bahnstrecke Bayreuth–Neuenmarkt-Wirsberg eröffnet, die den Ort am südwestlichen Rand der Bebauung tangiert. Eine eigene Bahnstation erhielt Schlömen zunächst aber nicht. Die Inbetriebnahme der abzweigenden Bahnstrecke Schlömen–Bischofsgrün im Jahr 1896 erforderte den Bau eines Stellwerks, dessen Gebäude auch nach deren Stilllegung noch existiert. Damals wurde an dieser Stelle eine – mittlerweile stillgelegte – Haltestelle angelegt.